# تونی هورتبیس
تونی هورتبیس (انگلیسی: Tony Heurtebis؛ زادهٔ ۱۵ ژانویهٔ ۱۹۷۵) بازیکن فوتبال اهل فرانسه است.
از باشگاه‌هایی که در آن بازی کرده‌است می‌توان به باشگاه فوتبال رن، باشگاه فوتبال استاد برستوا ۲۹، باشگاه فوتبال نانت، و باشگاه فوتبال تروا اشاره کرد.
وی همچنین در تیم ملی فوتبال زیر ۲۱ سال فرانسه بازی کرده‌است.